# Euripus danisepa
Euripus danisepa är en fjärilsart som beskrevs av Hans Fruhstorfer 1899. Euripus danisepa ingår i släktet Euripus och familjen praktfjärilar. Inga underarter finns listade i Catalogue of Life.